# Oxyhammus spinipennis
Oxyhammus spinipennis là một loài bọ cánh cứng trong họ Cerambycidae.